# Back

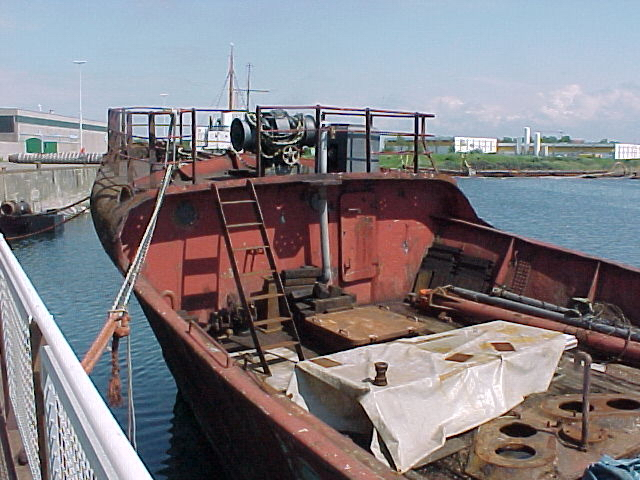
Back eines kleineren Schiffes

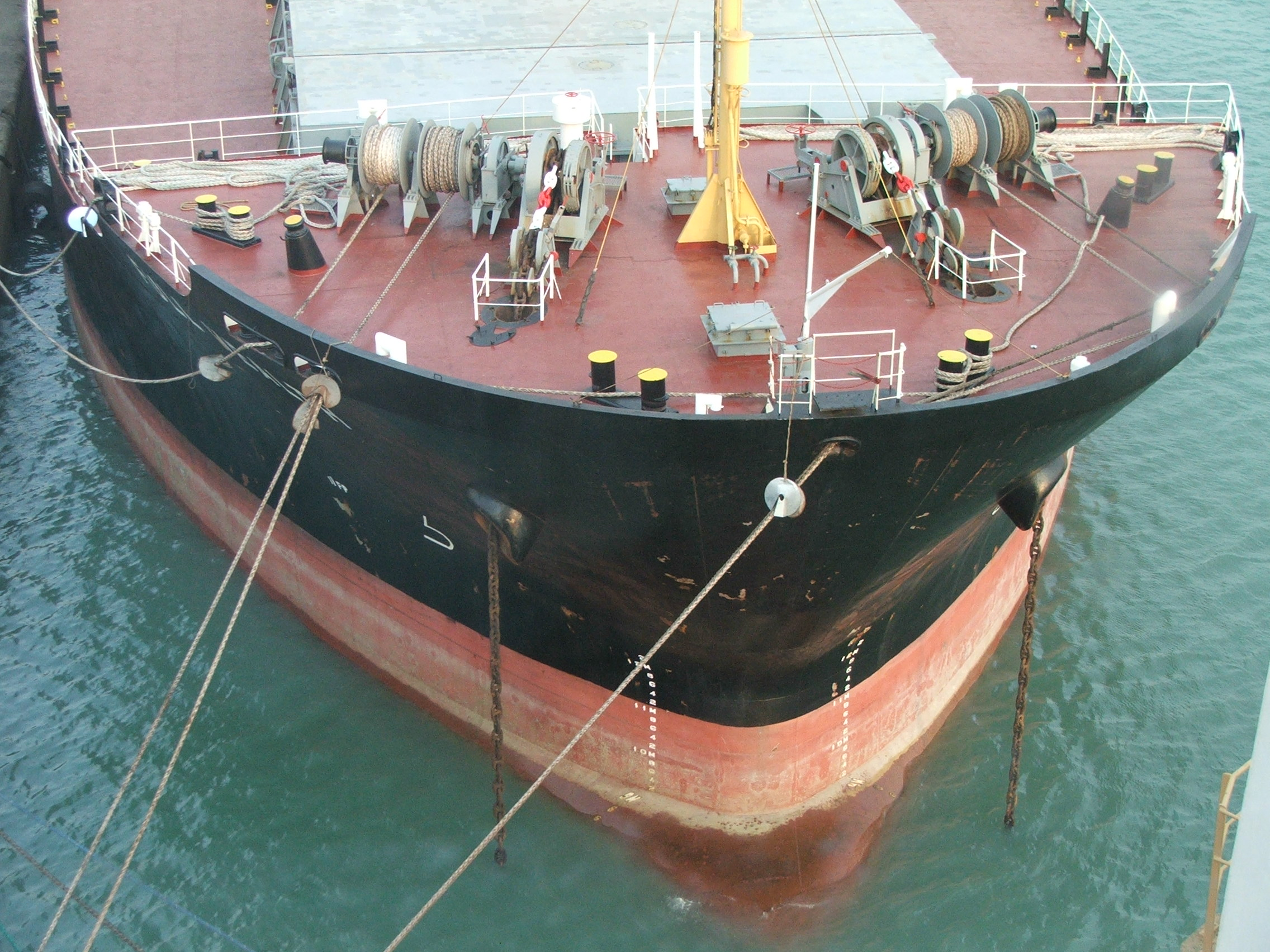
Back eines Massengutfrachters

Back ist ein sehr altes Wort, das in vielen Dialekten vorkommt und selbstständig oder in zahlreichen Zusammensetzungen zum internationalen Berufswortschatz der Seeleute gehört. Die vielen verschiedenen Wortinhalte haben alle eine gemeinsame Wurzel im Begriff für eine „Wölbung“. 
In der Schifffahrt beziehungsweise im Schiffbau bezeichnet der Begriff Back vor allem einen Aufbau auf dem Vorschiff, der sich von Bord zu Bord bis zum Vorsteven erstreckt und oben durch das gewölbte Backdeck begrenzt wird (vergl. Bugkastell auf historischen Segelschiffen).
Ebenso wurde die Bezeichnung sowohl für jene Schüsseln, in welcher das Essen für eine Backschaft (im Normalfall zehn bis 14 Personen) in der Messe aufgetragen wurde, als auch für den Tisch selbst, auf welchem das Essen serviert wurde, genutzt. In der Segelschiffszeit bezeichnete der Begriff ferner auch den freien Raum im Schiffsinneren zwischen zwei Stückpforten, wo die Matrosen und Bedienmannschaften ihre Hängematten anbringen konnten.

## Wortherkunft
Die ursprüngliche von der Schifffahrt unabhängige Bedeutung von Back beschreibt allgemein eine rundliche Form im Sinne einer „Wölbung“. Daraus entwickelten sich in vielen Bereichen abgeleitete Begriffe.  Im Schwedischen kann Back „Hügel“ bedeuten, im Hochdeutschen gibt es die Backe im Gesicht. Im Mittelhochdeutschen hieß (ars-) backe Rücken oder Hinterbacke; im Mittelniederländischen stand dafür bak und im Niederdeutschen bak oder Back. 
Dies ist auch die Wurzel des englischen Back. Im Englischen gehört es heute noch zur Umgangssprache, und im amerikanischen Englisch sagt man back o’ town, wenn man – im Negativen – die unansehnliche Kehrseite einer Stadt kennzeichnen will. Eine überaus dicke Frau kennzeichnete man mit: dat is bi ehr all Buk un Back – an ihr ist alles Bauch und Hinterteil. Unter bakwaschen verstand man, ein „waschhaftes“ Maul haben, hinter dem Rücken anderer viel schwätzen: He bakwaschet daarmit herum – „Er trägt es von einem zum anderen“. Das alte Backbeest – „Backbiest“ – war vor gut zweihundert Jahren ein deftiges Schimpfwort für Frauen, die sich, wie man meinte, nur zum Lastentragen eigneten.
In der Sprache der Seeleute ist der Begriff Back seit über tausend Jahren gebräuchlich. Wahrscheinlich weil die Schiffbauer auf Anraten der Seeleute die Decksbalken und damit auch das verlegte Deck, das den Aufbau nach oben begrenzt, mit einer Wölbung, einer Balkenbucht versahen, um überkommendes Wasser schnell ablaufen zu lassen. Das Deck erhielt also die gewölbte Form des mit Back bezeichneten Rückens.
Die älteste Wortverbindung ist wahrscheinlich Backbord, womit die linke Seeseite eines Schiffes in Vorausrichtung bezeichnet wird. Sie wurde in der Wikingerzeit in die Seemannssprache aufgenommen, da deren Boote eine Steuereinrichtung besaßen, die am rechten Bord, dem Steuerbord, angeordnet war, und bei deren Bedienung der Steuermann der linken Schiffsseite den Rücken zuwandte.
Diese Steuereinrichtung, ein etwa vier Meter langer Riemen mit der Funktion eines Ruders, der gelenkig mit der Bordwand verbunden war, wurde auf deutschen Schiffen bis zum 13. Jahrhundert verwendet.
Als danach mittschiffs angeordnete Ruder in Gebrauch kamen, die mittels einer Pinne bedient wurden, war es bis zum 18. Jahrhundert üblich, die Ruderkommandos nicht auf das Ruder, sondern auf dessen Pinne zu beziehen. Ruder Backbord! bedeutete also damals, die Pinne nach Backbord zu legen, worauf das Schiff nach Steuerbord dreht.
Aus der Zeit des angelsächsischen Königs Alfred des Großen – um das Jahr 900 – sind die Worte backbord und steorbord überliefert, und in das Französische ist das Wort von den Normannen als babord übernommen worden.
Im Niederländischen hieß es im Mittelalter bakboord, Back-Bort und Stür-Bord, Backboord und Stürboord führen zu den heutigen Worten Backbord und Steuerbord.
In der Back lagen auf den alten Segelschiffen die Wohnräume der Matrosen – sie waren die vor dem Mast – und hier schafften – aßen – sie auch. Ob das regelmäßige Aufsuchen der Back zum Schaffen die Ursache dafür war, kann man nur vermuten, jedenfalls erhielt auch ein Tisch die Bezeichnung Back.
Vor jeder Reise wurde auf Segelschiffen die Besatzung in Backschaften, manchmal auch nur Backen eingeteilt. Sie bestanden meistens aus sechs bis zehn Seeleuten, die während der gesamten Reise an einer bestimmten Back schafften.
Dem niederländischen Baksvolk entstammend, hieß diese Tischgemeinschaft im 17. Jahrhundert Packs-Volck im 18. Jahrhundert Backsvolk, Backsgesellschaft oder auch Backsgenossenschaft. Alle Bezeichnungen mündeten etwa um das Jahr 1900 in die Kurzfassung Backschaft ein und kennzeichneten immer eine bestimmte Gruppe von Seeleuten.
Dem niederländischen Baksmeester entsprechend hatte in jeder Backschaft ein Backsmeister oder Backsältester die Aufsicht. Die Mitglieder einer Backschaft hießen Backsgesellen oder Backsmathe, später auch Backskollegen; zu jeder Backschaft gehörte meistens ein Backsjunge, dessen Dienstpflicht war, für seine Backschaft Essen holen, aufbacken – „auftragen“ – sowie nach dem Essen die Back „aufklaren“ und die Backen zu säubern. In späteren Zeiten wurde der Dienst des Backsjungen im Mannschaftslogis von den Backskollegen abwechselnd gegangen, das Wort Backschaft auf den Tischdienst selbst übertragen, sowie derjenige, der ihn auszuüben hatte, Backschafter genannt. Strenge Sitten herrschten mitunter: „Wenn jemand in der Back flucht oder schmutzige Reden führt, so wird die Backsgerechtigkeit an ihm ausgeübt; das heißt: Es werden ihm etliche Körner Salz zugeworfen, welches zum Zeichen dient, dass er in Strafe verfallen ist. Es befindet sich in dieser Absicht beständig eine Schüssel mit Salz auf der Back.“
Back als hölzerne Speiseschüssel soll ihren Namen von dem lateinischen bacca – Wasserfass – erhalten haben.
Zuletzt ist anzuführen, dass die wasserdichten Kästen an den Innenseiten der Außenhaut unterhalb der Ankerklüsen, in denen man Wasser auffing und durch Speigatts nach außenbords leitete, Pißbacken heißen. Pißback nannte man auch einen Abort, und in jener Zeit, als das Galion nicht mehr dazu benutzt wurde, stünn vörn ünner de Back dat Schitemmer – „stand vorn unter der Back der Scheißeimer“.

## Backhalten eines Segels
Wird ein Segel back gehalten oder gestellt, so wird es gegen den Wind gestellt und steht damit auf der Luvseite des Bootes oder Schiffes. Ein Backhalten des Segels kann beim Ablegen benutzt werden, um das Schiff rückwärts zu bewegen oder in den Wind zu drehen. Während einer Wende wird das Focksegel kurz back stehengelassen, um die eingeleitete Drehbewegung zu unterstützen. Auch beim Beidrehen und Beiliegen steht das Vorsegel back.